# خفاش ارس
خفاش ارس یا خفاش نارتر گونه‌ای خفاش است که در سرتاسر اروپا، جنوب ترکیه و کرانه آسیای غربی دریای مدیترانه و بخش‌های شمال‌غربی ایران زندگی می‌کند.
گوشک این خفاش بلندتر از نصف طول گوش، نوک‌تیز و استوانه‌ای شکل است. موهای سطح بدن در بالای آن قهوه‌ای متمایل به خاکستری است و در سطح شکم سفید متمایل به خاکستری می‌شود. این خفاش طولی میان ۷۸ تا ۱۰۴ میلی‌متر دارد و وزن آن ۵ تا ۱۲ گرم است.